# Casasia jacquinioides
Casasia jacquinioides är en måreväxtart som först beskrevs av August Heinrich Rudolf Grisebach, och fick sitt nu gällande namn av Paul Carpenter Standley. Casasia jacquinioides ingår i släktet Casasia och familjen måreväxter.
Artens utbredningsområde är Kuba. Inga underarter finns listade i Catalogue of Life.